# Erdafitinib
L'erdafitinib est une petite molécule inhibitrice du récepteur du facteur de croissance des fibroblastes (FGFR) approuvée pour le traitement du cancer. Les FGFR sont un sous-ensemble de tyrosine kinases qui ne sont pas régulées dans certaines tumeurs et influencent la différenciation, la prolifération, l'angiogenèse et la survie des cellules tumorales,. 

## Efficacité
L'efficacité de l'erdafitinib a été étudiée dans un essai clinique (NCT02365597) qui a inclus 87 adultes atteints d'un cancer de la vessie localement avancé ou métastatique, avec des altérations génétiques FGFR3 ou FGFR2, qui avait progressé après un traitement par chimiothérapie,. Le taux de réponse global chez ces adultes était de 32,2 %, 2,3 % ayant une réponse complète et près de 30 % ayant une réponse partielle. La réponse a duré en moyenne environ cinq mois et demi. L'essai a été mené en Asie, en Europe et aux États-Unis. 
Les chercheurs ont étudié l'innocuité et l'efficacité de l'erdafitinib dans le traitement du cancer des voies biliaires, du cancer gastrique, du cancer bronchique non à petites cellules et du cancer de l'œsophage. 
L'erdafitinib a reçu une approbation accélérée. D'autres essais cliniques sont nécessaires pour confirmer ; ils sont en cours ou prévus.
En mars 2018, l'erdafitinib a obtenu la désignation de traitement révolutionnaire de la Food and Drug Administration (FDA) des États-Unis pour le traitement du carcinome urothélial. Puis, en avril 2019, l'erdafitinib a reçu l'approbation de la FDA pour le traitement du cancer de la vessie métastatique ou localement avancé avec une altération du FGFR3 ou FGFR2 qui a progressé au-delà des thérapies traditionnelles à base de platine, sous réserve d'un essai de confirmation,.